# (467030) 2016 CQ196
(467030) 2016 CQ196 es un asteroide perteneciente al cinturón de asteroides, descubierto el 8 de marzo de 2008 por el equipo Spacewatch desde el Observatorio Nacional de Kitt Peak (Arizona, Estados Unidos).